# Neuropeptidni Y receptor Y5
Neuropeptidni Y receptor tip 5 je protein koji je kod ljudi kodiran  genom.

## Selektivni ligandi

### Agonisti
- Neuropeptid Y (endogeni agonist, nije podtip selektivan)
- (selektivan  agonist)
- Peptid YY

### Antagonisti
- [4]
- [5]
- [6]
- [7]

## Literatura
1. ↑  Gerald C, Walker MW, Criscione L, Gustafson EL, Batzl-Hartmann C, Smith KE, Vaysse P, Durkin MM, Laz TM, Linemeyer DL, Schaffhauser AO, Whitebread S, Hofbauer KG, Taber RI, Branchek TA, Weinshank RL (1996). „A receptor subtype involved in neuropeptide-Y-induced food intake”. Nature. 382 (6587): 168—71. PMID 8700207. doi:10.1038/382168a0.
2. ↑  Lutz CM, Richards JE, Scott KL, Sinha S, Yang-Feng TL, Frankel WN, Thompson DA (1998). „Neuropeptide Y receptor genes mapped in human and mouse: receptors with high affinity for pancreatic polypeptide are not clustered with receptors specific for neuropeptide Y and peptide YY”. Genomics. 46 (2): 287—90. PMID 9417917. doi:10.1006/geno.1997.5024.
3. ↑  „Entrez Gene: NPY5R neuropeptide Y receptor Y5”.
4. ↑  Kakui N, Tanaka J, Tabata Y, Asai K, Masuda N, Miyara T, Nakatani Y, Ohsawa F, Nishikawa N, Sugai M, Suzuki M, Aoki K, Kitaguchi H (2006). „Pharmacological characterization and feeding-suppressive property of FMS586 [3-(5,6,7,8-tetrahydro-9-isopropyl-carbazol-3-yl)-1-methyl-1-(2-pyridin-4-yl-ethyl)-urea hydrochloride], a novel, selective, and orally active antagonist for neuropeptide Y Y5 receptor”. The Journal of Pharmacology and Experimental Therapeutics. 317 (2): 562—70. PMID 16436501. doi:10.1124/jpet.105.099705.
5. ↑  Walker MW, Wolinsky TD, Jubian V, Chandrasena G, Zhong H, Huang X, Miller S, Hegde LG, Marsteller DA, Marzabadi MR, Papp M, Overstreet DH, Gerald CP, Craig DA (2009). „The novel neuropeptide Y Y5 receptor antagonist Lu AA33810 (N-([trans-4-[(4,5-dihydro[1]benzothiepino[5,4-d]thiazol-2-yl)amino]cyclohexyl]methyl)-methanesulfonamide) exerts anxiolytic- and antidepressant-like effects in rat models of stress sensitivity”. The Journal of Pharmacology and Experimental Therapeutics. 328 (3): 900—11. PMID 19098165. doi:10.1124/jpet.108.144634.
6. ↑  MacNeil DJ (2007). „NPY Y1 and Y5 receptor selective antagonists as anti-obesity drugs”. Current Topics in Medicinal Chemistry. 7 (17): 1721—33. PMID 17979781. doi:10.2174/156802607782341028. Архивирано из оригинала 12. 01. 2013. г. Приступљено 09. 10. 2018.
7. ↑  Islam I, Dhanoa D, Finn J, Du P, Walker MW, Salon JA, Zhang J, Gluchowski C (2002). „Discovery of potent and selective small molecule NPY Y5 receptor antagonists”. Bioorganic & Medicinal Chemistry Letters. 12 (13): 1767—9. PMID 12067557. doi:10.1016/S0960-894X(02)00287-1.

## Dodatna literatura
- Parker E, Van Heek M, Stamford A (2002). „Neuropeptide Y receptors as targets for anti-obesity drug development: perspective and current status.”. Eur. J. Pharmacol. 440 (2-3): 173—87. PMID 12007534. doi:10.1016/S0014-2999(02)01427-9.
- Hu Y; Bloomquist BT; Cornfield LJ;  . (1996). „Identification of a novel hypothalamic neuropeptide Y receptor associated with feeding behavior.”. J. Biol. Chem. 271 (42): 26315—9. PMID 8824284. doi:10.1074/jbc.271.42.26315.
- Herzog H; Darby K; Ball H;  . (1997). „Overlapping gene structure of the human neuropeptide Y receptor subtypes Y1 and Y5 suggests coordinate transcriptional regulation.”. Genomics. 41 (3): 315—9. PMID 9169127. doi:10.1006/geno.1997.4684.
- Nichol KA; Morey A; Couzens MH;  . (1999). „Conservation of expression of neuropeptide Y5 receptor between human and rat hypothalamus and limbic regions suggests an integral role in central neuroendocrine control.”. J. Neurosci. 19 (23): 10295—304. PMID 10575027.
- Rodriguez M; Audinot V; Dromaint S;  . (2003). „Molecular identification of the long isoform of the human neuropeptide Y Y5 receptor and pharmacological comparison with the short Y5 receptor isoform.”. Biochem. J. 369 (Pt 3): 667—73. PMC 1223119 . PMID 12398768. doi:10.1042/BJ20020739.
- Strausberg RL; Feingold EA; Grouse LH;  . (2003). „Generation and initial analysis of more than 15,000 full-length human and mouse cDNA sequences.”. Proc. Natl. Acad. Sci. U.S.A. 99 (26): 16899—903. PMC 139241 . PMID 12477932. doi:10.1073/pnas.242603899.
- Berglund MM; Schober DA; Statnick MA;  . (2003). „The use of bioluminescence resonance energy transfer 2 to study neuropeptide Y receptor agonist-induced beta-arrestin 2 interaction.”. J. Pharmacol. Exp. Ther. 306 (1): 147—56. PMID 12665544. doi:10.1124/jpet.103.051227.
- Beauverger P; Rodriguez M; Nicolas JP;  . (2005). „Functional characterization of human neuropeptide Y receptor subtype five specific antagonists using a luciferase reporter gene assay.”. Cell. Signal. 17 (4): 489—96. PMID 15601626. doi:10.1016/j.cellsig.2004.09.006.
- Movafagh S; Hobson JP; Spiegel S;  . (2006). „Neuropeptide Y induces migration, proliferation, and tube formation of endothelial cells bimodally via Y1, Y2, and Y5 receptors.”. FASEB J. 20 (11): 1924—6. PMID 16891622. doi:10.1096/fj.05-4770fje.
- Coletta DK; Schneider J; Stern MP;  . (2007). „Association of neuropeptide Y receptor Y5 polymorphisms with dyslipidemia in Mexican Americans.”. Obesity (Silver Spring, Md.). 15 (4): 809—15. PMID 17426313. doi:10.1038/oby.2007.610.